# Lucrecia Undurraga Solar
Lucrecia Undurraga Solar (Illapel, 1841-Santiago de Chile, 1901) fue una escritora, ensayista, periodista e intelectual chilena, que meditó en relación a la condición social de la mujer y la hizo pública, además de ser un personaje primordial en el desarrollo del periodismo escrito por mujeres en Chile, basado en un pensamiento liberal. Fue una defensora de la educación de las mujeres. En términos históricos, se le considera la segunda novelista chilena, siendo Rosario Orrego la primera, con quien mantuvo una amistad, unidas por su labor periodística y literaria.

## Biografía
Nacida en Illapel, provincia de Coquimbo, en 1841. Su familia llegó a Chile desde España. Sus padres fueron José Agustín Undurraga Gajardo y Josefa Solar Gorotizaga. Su adolescencia la pasó en Illapel, donde se dedicaban a la agricultura y minería. Se casó con el empresario José Manuel Somarriva Berganza, con quien tuvo un solo hijo, Marcelo Somarriva Undurraga (Santiago, 1864). Cuando su esposo murió, quedó a cargo de una estancia en Illapel y el dinero lo dedicó a financiar distintas obras culturales e intelectuales en favor de la mujer.
En su calidad de escritora, trabajó y aportó en varios medios de prensa como la Revista del Pacífico (1858-1861), la Revista de Valparaíso (1873-1874) o Sud-América (1873-1874). Además, se publicó su intervención del 1 de julio de 1873 en la Academia de Bellas Letras, donde se generó una polémica respecto a la educación científica de la mujer, propiciada por las conferencias dictadas por Eugenio María de Hostos (1839-1903). En el periódico de San Felipe, La Brisa de Chile (1875-1876), además de sus escritos en torno a la instrucción de la mujer, publicó su novela Los ermitaños del Huaquén.
En sus novelas (publicadas por entregas semanales), Lucrecia Undurraga sostiene que la educación de la mujer es una necesidad para el progreso de la nación, al mismo tiempo que difunde conocimientos literarios, históricos y políticos a sus lectoras.
Su aporte más significativo y recordado fue que dirigió La Mujer (1877), el primer periódico chileno en realizar publicaciones por mujeres y para mujeres. Lo anterior significó un aporte y empuje a la aprobación del voto femenino en Chile. Desarrolló todas sus publicaciones en defensa a los derechos de la mujer, la que entendía como un medio para la «emancipación femenina»: 

Queremos que la hermosa prisionera respire con toda la plenitud de su escogida organización el soplo vigorizador del porvenir. [...] Queremos que la mujer tenga creencias, voluntad, aspiraciones y deseos propios; queremos, en fin, contemplar a la mujer en toda la majestad de ser.

Su carrera y aporte como intelectual, periodista y escritora en la prensa nacional, dio gran énfasis a la lucha de derechos de la mujer.

## Su obra
- Los ermitaños del Huaquén. Tradiciones populares del Norte de Chile (1875), publicada en el periódico La Brisa de Chile.
- El ramo de violetas (1877), publicada en La Mujer (periódico dirigido por la misma autora).

## Fallecimiento
Falleció en 1901, a los sesenta años, en Santiago de Chile.